# 史考特·布羅修斯
史考特·大衛·布羅修斯（英語：Scott David Brosius，1966年8月15日—），為前美國職棒大聯盟的三壘手。生涯曾效力過運動家與洋基兩隊。

## 職業生涯

### 奧克蘭運動家
1991年8月7日，布羅修斯登上大聯盟。1996年，他的打擊率為3成04，並敲出22轟。1997年，他的打擊三圍是全大聯盟符合打數中最低。因此球季結束後，運動家將布羅修斯交易到洋基，換取同樣在紐約表現不佳的肯尼·羅傑斯。

### 紐約洋基
布羅修斯在紐約的第一年就繳出3成打擊率，並敲出19轟與98分打點。這年他不僅入選明星賽，還在世界大賽上繳出4成71的誇張打擊率。他在世界大賽第3場敲出雙響砲，其中一發更是面對教士終結者崔佛·霍夫曼所擊出。最後洋基四連勝橫掃教士奪冠，布羅修斯成功奪下世界大賽MVP。
儘管從1999年後就開始表現下滑，但紐約球迷依舊很喜愛布羅修斯。布羅修斯待在洋基的四年期間，洋基每年都能闖進世界大賽，其中拿下三座世界大賽冠軍。1999年，他拿下生涯首座金手套獎。同年7月18日，他接殺了奧蘭多·卡布雷拉的飛球，讓大衛·孔恩成功投出完全比賽。2001年，他發生美聯三壘手最多的22次失誤。
2001年世界大賽第5場，布羅修斯在9局下敲出追平2分砲，最終洋基在延長賽逆轉拿下勝利。前一場比賽，洋基一壘手提諾·馬丁尼茲也在9局下敲出追平2分砲。洋基因此寫下世界大賽紀錄，可惜最終他們輸掉了最後兩場比賽。布羅修斯也在這年球季結束後宣布退休。

## 榮譽
2005年，布羅修斯入選俄勒岡州運動名人堂。2007年到2015年間，布羅修斯都有受邀參與洋基隊的Old-Timers' Day活動。2009年11月4日，他受邀擔任世界大賽第6場的開球嘉賓。

## 生涯成績
| 出賽次數 | 打席  | 打數  | 得分 | 安打  | 二安 | 三安 | 全壘打 | 打點 | 盜壘 | 保送 | 三振 | 打擊率 | 上壘率 | 長打率 | OPS  |
| -------- | ----- | ----- | ---- | ----- | ---- | ---- | ------ | ---- | ---- | ---- | ---- | ------ | ------ | ------ | ---- |
| 1,146    | 4,356 | 3,889 | 544  | 1,001 | 200  | 8    | 141    | 531  | 57   | 348  | 699  | .257   | .323   | .422   | .744 |

## 外部連結
- 球員資訊和成績在MLB ，ESPN ，Retrosheet ，Baseball Reference ，Baseball Reference (Minors) ，Fangraphs ，The Baseball Cube （英文）
- 史考特·布羅修斯在台灣棒球維基館上的頁面（繁體中文）